# 比托奥尔
比托奥尔（Bithoor），是印度北方邦Kanpur Nagar县的一个城镇。总人口9647（2001年）。

## 人口
该地2001年总人口9647人，其中男性5274人，女性4373人；0—6岁人口1294人，其中男683人，女611人；识字率62.26%，其中男性为70.04%，女性为52.87%。